# David Jones (lední hokejista)
David Jones (* 10. srpna 1984, Guelph, Ontario, Kanada) je bývalý kanadský hokejový útočník, který naposledy hrál v týmu Minnesota Wild v severoamerické lize NHL.

## Kariéra
Jones byl vybrán v draftu NHL 2003 na 288. místě týmem Colorado Avalanche v době kdy hrál v nižší kanadské juniorské lize BCHL. Před sezónou 2004/05 odešel hrát americkou univerzitní soutěž ECAC Hockey za Dartmouthskou vysokou školu. Za sezónu 2006/07 byl vyhodnocen nejlepším hráčem Ivy League a byl nominován na Hobey Baker Memorial Award, kterou nakonec získal Ryan Duncan. V sezóně 2007/08 začal hrát v nižší severoamerické lize American Hockey League za Lake Erie Monsters, odkud byl 20. prosince 2007 povolán do týmu Colorada Avalanche. Svůj první gól v NHL vstřelil 11. března 2008 při vítězství 5:2 nad Atlantou Thrashers. Také přidal 2 asistence a byl vyhlášen první hvězdou zápasu. V sezónách 2008/09 a 2009/10 ho trápila častá zranění, kvůli kterým vynechal většinu sezón. Ačkoliv v sezóně 2009/10 odehrál pouhých 23 zápasů, tak si připsal 16 kanadských bodů, poté, ale po kolizi s Chuckem Kobasewem z Minnesoty Wild si natrhl kolenní vazy a zbytek sezóny musel vynechat. V sezóně 2010/11 skončil na 5. místě klubového bodování.

## Úspěchy

### Individuální úspěchy
- Ivy League Player of the Year – 2007

## Klubové statistiky
| Sezona     | Klub                     | Soutěž     | Základní část | Základní část | Základní část | Základní část | Základní část | Play off | Play off | Play off | Play off | Play off |
| Sezona     | Klub                     | Soutěž     | Z             | G             | A             | B             | TM            | Z        | G        | A        | B        | TM       |
| ---------- | ------------------------ | ---------- | ------------- | ------------- | ------------- | ------------- | ------------- | -------- | -------- | -------- | -------- | -------- |
| 2000/01    | Port Coquitlam Buckaroos | PIJHL      | 40            | 18            | 11            | 29            | 33            | –        | –        | –        | –        | –        |
| 2001/02    | Coquitlam Express        | BCHL       | 59            | 19            | 32            | 51            | 62            | –        | –        | –        | –        | –        |
| 2002/03    | Coquitlam Express        | BCHL       | 35            | 9             | 19            | 28            | 55            | –        | –        | –        | –        | –        |
| 2003/04    | Coquitlam Express        | BCHL       | 53            | 33            | 60            | 93            | 78            | –        | –        | –        | –        | –        |
| 2004/05    | Dartmouth Big Green      | ECAC       | 34            | 9             | 5             | 14            | 26            | –        | –        | –        | –        | –        |
| 2005/06    | Dartmouth Big Green      | ECAC       | 33            | 17            | 17            | 34            | 38            | –        | –        | –        | –        | –        |
| 2006/07    | Dartmouth Big Green      | ECAC       | 33            | 18            | 26            | 44            | 22            | –        | –        | –        | –        | –        |
| 2007/08    | Lake Erie Monsters       | AHL        | 45            | 14            | 16            | 30            | 16            | –        | –        | –        | –        | –        |
| 2007/08    | Colorado Avalanche       | NHL        | 27            | 2             | 4             | 6             | 8             | 10       | 0        | 1        | 1        | 6        |
| 2008/09    | Colorado Avalanche       | NHL        | 40            | 8             | 5             | 13            | 8             | –        | –        | –        | –        | –        |
| 2009/10    | Colorado Avalanche       | NHL        | 23            | 10            | 6             | 16            | 2             | –        | –        | –        | –        | –        |
| 2010/11    | Colorado Avalanche       | NHL        | 77            | 27            | 18            | 45            | 28            | –        | –        | –        | –        | –        |
| 2011/12    | Colorado Avalanche       | NHL        | 72            | 20            | 17            | 37            | 32            | –        | –        | –        | –        | –        |
| 2012/13    | Colorado Avalanche       | NHL        | 33            | 3             | 6             | 9             | 6             | –        | –        | –        | –        | –        |
| 2013/14    | Calgary Flames           | NHL        | 48            | 9             | 8             | 17            | 10            | –        | –        | –        | –        | –        |
| 2014/15    | Calgary Flames           | NHL        | 67            | 14            | 16            | 30            | 18            | 11       | 2        | 3        | 5        | 2        |
| 2015/16    | Calgary Flames           | NHL        | 59            | 9             | 6             | 15            | 10            | –        | –        | –        | –        | –        |
| 2015/16    | Minnesota Wild           | NHL        | 16            | 2             | 1             | 3             | 0             | 6        | 0        | 1        | 1        | 0        |
| NHL celkem | NHL celkem               | NHL celkem | 462           | 104           | 87            | 191           | 122           | 27       | 2        | 5        | 7        | 8        |